# ヘスス・アルフレド・グスマン・サラザール
ヘスス・アルフレド・グスマン・サラザール(スペイン語:Jesus Alfredo Guzmán Salazar、1986年5月17日 - )は、メキシコ合衆国の麻薬密売人、犯罪者。父親はメキシコ最大の犯罪組織とされている「シナロア・カルテル」の元リーダーで麻薬王の異名で知られているホアキン・グスマンであり、父親が逮捕・アメリカに移送されてからは兄のイヴァン・アルヒヴァルド・グスマン・サラザールらと共にシナロア・カルテルの最高幹部に就任し指揮していると見られている。